# Mornay-sur-Allier
Mornay-sur-Allier – miejscowość i gmina we Francji, w Regionie Centralnym, w departamencie Cher.
Według danych na rok 1990 gminę zamieszkiwało 407 osób, a gęstość zaludnienia wynosiła 19 osób/km² (wśród 1842 gmin Regionu Centralnego Mornay-sur-Allier plasuje się na 752. miejscu pod względem liczby ludności, natomiast pod względem powierzchni na miejscu 609.).